# Helmut Wöginger
Helmut Wöginger (* 20. Oktober 1937 in Neuda) ist ein ehemaliger österreichischer Politiker (SPÖ) und Krankenkassenangestellter. Er war von 1987 bis 1997 Abgeordneter zum Landtag von Niederösterreich.

## Leben
Wöginger besuchte nach der Volksschule eine Hauptschule und absolvierte danach eine Handelsschule. Er arbeitete ab 1953 als Angestellter der Niederösterreichischen Gebietskrankenkasse und war ab 1965 lokalpolitisch als Gemeinderat aktiv. Wöginger stieg 1975 zum Vizebürgermeister auf und hatte zwischen 1982 und 1996 das Amt des Bürgermeisters in Golling an der Erlauf. Er hatte zudem Funktionen im Gemeindevertreterverband und örtlichen Vereinen inne und vertrat die SPÖ vom 1. Dezember 1987 bis zum 27. November 1997 im Niederösterreichischen Landtag.
Am 27. November 1997 (XIV. Gesetzgebungsperiode) wurde er von Josef Jahrmann als Abgeordneter zum Landtag von Niederösterreich ersetzt.

## Auszeichnungen
- 1998: Großes Silbernes Ehrenzeichen für Verdienste um die Republik Österreich[1]